# Falske Dmitrij
Falske Dmitrij 1. (født 1581, død 27. maj 1606) fungerede som Ruslands zar fra 21. juli 1605 til sin død den 27. maj 1606. Han var en af tre bedragere, som krævede zarkronen under Forvirringens tid i Rusland, ved at påstå at være Ivan 4. af Ruslands yngste søn Dmitrij Ivanovitj, som efter sigende havde undsluppet et attentat. I modsætning til de to andre lykkedes det ham at blive anerkendt som zar og opnå kontrol med store dele af riget i en periode. Det er i dag almindelig accepteret blandt historikere, at den virkelige Dmitrij Ivanovitj døde under uklare omstændigheder i Uglitj, og at falske Dmitrijs virkelige navn var Grigorij Otrepjev.